# Happiness (Goldfrapp-låt)
"Happiness" är en låt av den engelska elektroniska duon Goldfrapp, utgiven som den andra singeln från albumet Seventh Tree den 14 april 2008. Låten skrevs och producerades av Alison Goldfrapp och Will Gregory med ytterligare produktion av Flood. Den har uppnått plats 25 på den brittiska singellistan. Den har även använts i reklam för den amerikanska tv-kanalen Syfy.
Ljudmässigt är "Happiness" en folktronicalåt med pampig rytm och en synthslinga som upprepas efter varje refräng. Låttexten beskriver på ett ironiskt sätt hur man hittar lycka och sann kärlek.
Viden till låten regisserades av Dougal Wilson och fick en nominering i kategorin bästa video vid Q Awards 2008 samt bästa popvideo vid UK Music Video Awards 2008.

## Låtlistor och format
Brittisk CD 1
(CDMUTE392; Släppt 14 april 2008)
1. "Happiness" (singelversion) – 3:38
2. "Road to Somewhere" (akustisk version) – 3:48

Brittisk CD 2
(LCDMUTE392; Släppt 14 april 2008)
1. "Happiness" (Beyond the Wizards Sleeve Re-Animation) – 7:49
2. "Monster Love" (Goldfrapp vs. Spiritualized) – 5:36
3. "Eat Yourself" (Yeasayer Remix) – 2:25

Brittisk 7"-vinyl
(MUTE392; Släppt 14 april 2008 i begränsad upplaga)
A. "Happiness" (singelversion) – 3:36
B. "Happiness" (Metronomy Remix med The Teenagers) – 4:08
Brittisk iTunes-EP #1
(Släppt 14 april 2008)
1. "Happiness" (singelversion) – 3:37
2. "Happiness" (Metronomy Remix med The Teenagers) – 4:10
3. "Happiness" (Beyond the Wizards Sleeve Re-Animation Edit) – 6:58
4. "Happiness" (live vid Union Chapel) – 4:42

Brittisk iTunes-EP #2
(Släppt 14 april 2008)
1. "Happiness" (singelversion) – 3:37
2. "Road to Somewhere" (akustisk version) – 3:49
3. "Monster Love" (Goldfrapp vs. Spiritualized) – 5:37
4. "Eat Yourself" (Yeasayer Remix) – 2:26

## Listplaceringar
| Lista (2008)             | Högsta position |
| ------------------------ | --------------- |
| Brittiska singellistan   | 25              |
| European Hot 100 Singles | 81              |